# Bayerische Schlösserverwaltung
La Bayerische Verwaltung der staatlichen Schlösser, Gärten und Seen, en français administration des châteaux, jardins et lacs de l'État bavarois, aussi abrégée Bayerische Schlösserverwaltung, est un service administratif dépendant du ministère des finances et du développement de l'État libre de Bavière (Service 86), qui est chargé de la conservation et de la mise en valeur culturelle des châteaux, palais, résidences, parcs et lacs propriétés de l'État de Bavière. Le siège de cette administration se trouve à Munich, dans l'aile Sud extérieure du château de Nymphembourg. La Bayerische Schlösserverwaltung est le plus important gestionnaires de musées d'Allemagne.

## Histoire
L'origine de cette administration se trouve dans le conseil supérieur des chanceliers de la cour royale. La structure actuelle fut mise en place à l'abdication de la monarchie, le 20 novembre 1918 comme Verwaltung des ehemaligen Kronguts (gestion des anciens biens de la couronne). L’appellation actuelle date de 1932.

## Lieux

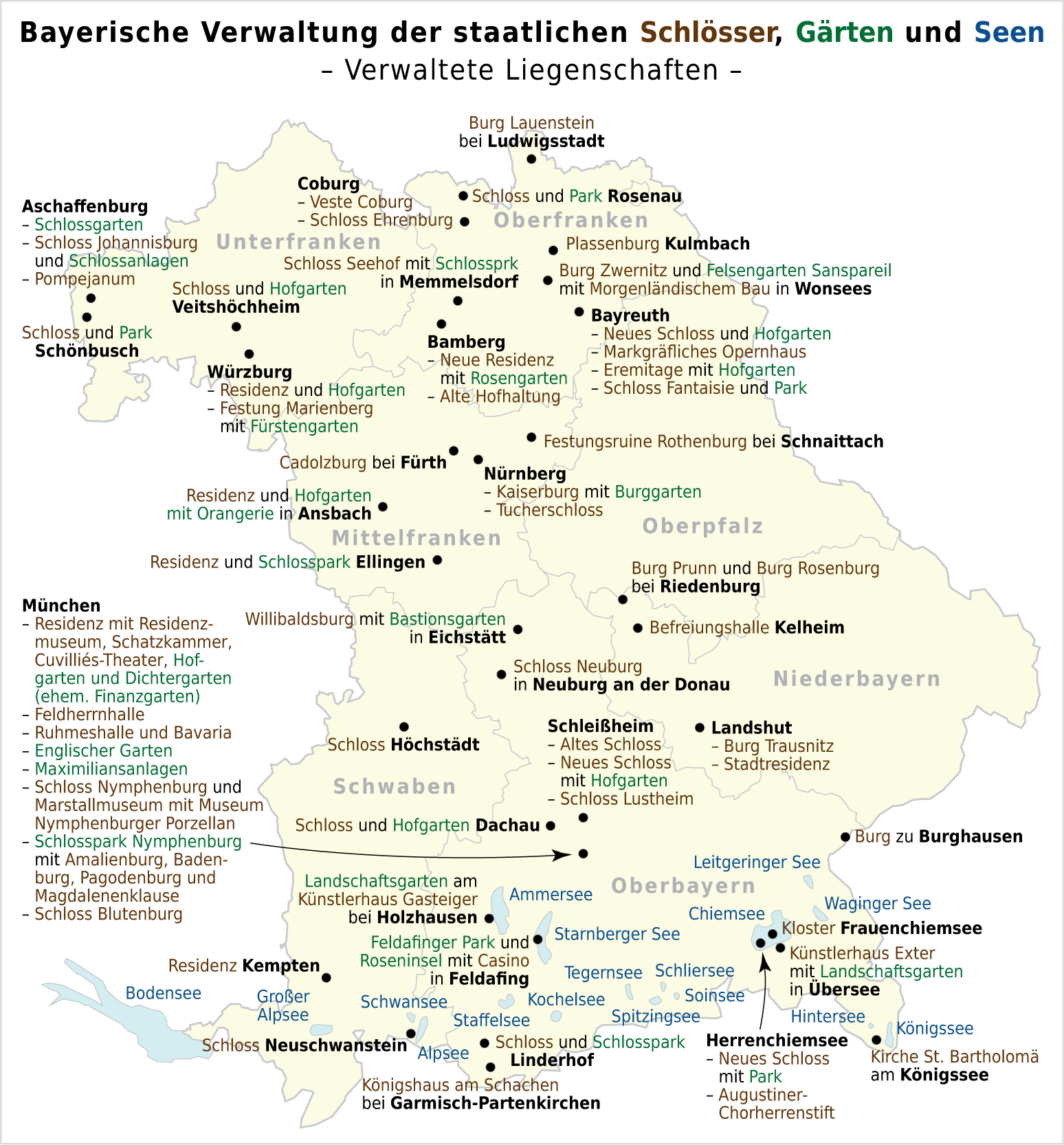
Carte de la Bavière indiquant en marron les palais et châteaux, en vert les parcs et jardins et en bleu les lacs dépendant de la Bayerische Schlösserverwaltung.

### Patrimoine bâti
La Bayerische Schlösserverwaltung gère actuellement environ 60 lieux bâtis, dont les résidences, villas et châteaux dans plus de 30 localités de Bavière qui appartenaient autrefois à la maison de Wittelsbach. Ces bâtiments renferment plus de 100 000 œuvres d'art et plus de 6000 meubles de valeur.

#### Liste du patrimoine géré
| Localité               | Objet |
| ---------------------- | --- |
| Ansbach                | Résidence d'Ansbach                                                                                       |
| Aschaffenbourg         | Pompejanum                                                                                                |
| Aschaffenbourg         | Château de Johannisburg                                                                                   |
| Aschaffenbourg         | Château de Schönbusch                                                                                     |
| Bamberg                | Alte Hofhaltung Bamberg                                                                                   |
| Bamberg                | Nouvelle résidence de Bamberg                                                                             |
| Bayreuth               | Eremitage                                                                                                 |
| Bayreuth               | Opéra des Margraves                                                                                       |
| Bayreuth               | Nouveau château de Bayreuth                                                                               |
| Burghausen             | Château de Burghausen                                                                                     |
| Chiemsee               | Cloître de Frauenchiemsee                                                                                 |
| Chiemsee               | Collégiale augustinienne de Herrenchiemsee                                                                |
| Chiemsee               | Château de Herrenchiemsee                                                                                 |
| Cobourg                | Château d'Ehrenburg                                                                                       |
| Cobourg                | Forteresse de Coburg                                                                                      |
| Dachau                 | Château de Dachau                                                                                         |
| Eckersdorf             | Château Fantaisie de Donndorf                                                                             |
| Eichstätt              | Willibaldsburg                                                                                            |
| Ellingen               | Résidence d'Ellingen                                                                                      |
| Feldafing              | Casino sur l'île aux roses du lac de Starnberg                                                            |
| Cadolzburg             | Château de Cadolzburg                                                                                     |
| Höchstädt an der Donau | Château de Höchstädt                                                                                      |
| Holzhausen am Ammersee | Maison d'artistes de Gasteiger                                                                            |
| Kelheim                | Befreiungshalle                                                                                           |
| Kempten (Allgäu)       | Résidence de Kempten                                                                                      |
| Königssee              | Église saint Bartholomä                                                                                   |
| Kulmbach               | Château de Plassenburg                                                                                    |
| Landshut               | Château de Trausnitz                                                                                      |
| Landshut               | Résidence de Landshut                                                                                     |
| Ettal                  | Château de Linderhof                                                                                      |
| Ettal                  | Pavillons du parc du château de Linderhof                                                                 |
| Ludwigsstadt           | Château de Lauenstein                                                                                     |
| Memmelsdorf            | Château de Seehof                                                                                         |
| Munich                 | Théâtre Cuvilliés                                                                                         |
| Munich                 | Feldherrnhalle                                                                                            |
| Munich                 | Musée Marstall                                                                                            |
| Munich                 | Résidence                                                                                                 |
| Munich                 | Ruhmeshalle et Bavaria                                                                                    |
| Munich                 | Château de Blutenburg                                                                                     |
| Munich                 | Château de Nymphembourg                                                                                   |
| Munich                 | Palais et pavillons des jardins de Nymphemburg (Amalienburg, Badenburg, Pagodenburg und Magdalenenklause) |
| Neubourg-sur-le-Danube | Château de Neuburg                                                                                        |
| Nurenberg              | Kaiserburg                                                                                                |
| Nurenberg              | Tucherschloss                                                                                             |
| Oberschleißheim        | Vieux château de Schleißheim                                                                              |
| Oberschleißheim        | Nouveau château de Schleißheim                                                                            |
| Oberschleißheim        | Château de Lustheim                                                                                       |
| Riedenburg             | Château de Prunn                                                                                          |
| Riedenburg             | Château de Rosenburg                                                                                      |
| Rödental               | Château de Rosenau                                                                                        |
| Schachen (montagne)    | Maison royale de Schachen                                                                                 |
| Schnaittach            | Forteresse de Rothenberg                                                                                  |
| Schwangau              | Château de Neuschwanstein                                                                                 |
| Übersee-Feldwies       | Maison d'artistes Exter et jardins                                                                        |
| Veitshöchheim          | Château de Veitshöchheim                                                                                  |
| Wonsees                | Château de Zwernitz                                                                                       |
| Wonsees                | Pavillon Morgenlandais au jardin Sanspareil                                                               |
| Wurtzbourg             | Forteresse de Marienberg                                                                                  |
| Wurtzbourg             | Tour à mâchicoulis et casemate de la forteresse                                                           |
| Wurtzbourg             | Résidence de Würzburg                                                                                     |

### Parcs et jardins
La Bayerische Schlösserverwaltung gère les 28 parcs et jardins historiques suivants :
| Localité        | Objet                                              |
| --------------- | -------------------------------------------------- |
| Ansbach         | Jardins du château d'Ansbach                       |
| Aschaffenburg   | Jardins du château d'Aschaffenburg                 |
| Aschaffenburg   | Parc de Schönbusch                                 |
| Bamberg         | Roseraie de Bamberg                                |
| Bayreuth        | Jardins du château de Bayreuth                     |
| Bayreuth        | Jardins du château de Eremitage                    |
| Rödental        | Parc de Rosenau                                    |
| Cadolzburg      | Jardins du château de Cadolzburg                   |
| Chiemsee        | Jardins de Herrenchiemsee                          |
| Dachau          | Jardins du château de Dachau                       |
| Eckersdorf      | Parc Fantaisie à Donndorf                          |
| Eichstätt       | Bastionsgarten                                     |
| Ellingen        | Jardins du château de Ellingen                     |
| Ettal           | Jardins du château de Linderhof                    |
| Feldafing       | Parc de Feldafing et de l'île aux roses            |
| Holzhausen      | Parc paysager de la maison d'artistes de Gasteiger |
| Memmelsdorf     | Jardins du château de Seehof                       |
| Munich          | Hofgarten                                          |
| Munich          | Englischer Garten                                  |
| Munich          | Dichtergarten                                      |
| Munich          | Maximiliansanlagen et le Friedensengel             |
| Munich          | Jardins du château de Nymphenburg                  |
| Nuremberg       | Jardins du Kaiserburg                              |
| Oberschleißheim | Jardins du château de Schleißheim                  |
| Veitshöchheim   | Jardins du château de Veitshöchheim                |
| Wonsees         | Jardin Sanspareil                                  |
| Würzburg        | Jardins de la résidence de Würzburg                |
| Würzburg        | Jardins royaux de la forteresse de Marienberg      |

### Lacs
La Bayerische Schlösserverwaltung gère 17 lacs appartenant à l'État de Bavière ou à l'État fédéral :
- Alpsee
- Lac Ammer
- Lac de Constance (partie bavaroise)
- Chiemsee
- Großer Alpsee
- Hintersee
- Lac de Kochel
- Königssee
- Lac de Leitgering
- Schliersee
- Schwansee
- Soinsee
- Spitzingsee
- Staffelsee
- Lac de Starnberg
- Lac Tegern
- Waginger See

Les autres lacs de Bavière, comme le lac Walchen, ne sont pas la propriété de l'État.

### Entretient des cimetières de camps de concentration
Depuis 1949, l'entretien des cimetières des camps de concentration se trouvant en Bavière échoit aussi à la Bayerische Schlösserverwaltung.

## Nombre de visiteurs
Les châteaux, palais et résidences reçoivent environ cinq millions de visiteurs par an. Ils représentent une part importante du tourisme en Bavière et sont un facteur significatif de l'économie.

## Structure
La Bayerische Schlösserverwaltung est constituée d'une structure centrale divisée entre les services suivants :
- Direction centrale et foncière ;
- Direction muséale ;
- Direction des travaux ;
- Direction des jardins ;
- Centre de restauration.

### Direction et personnel
Le président de la Bayerische Schlösserverwaltung est Bernd Schreiber. Il a pris la suite de Johannes Erichsen, qui a démissionné en novembre 2011.
La Bayerische Schlösserverwaltung emploie environ 850 personnes.